# Natálie Alexejevna Ruská
Velkokněžna Natálie Alexejevna Ruská (rusky Наталья Алексеевна, 21. červencejul./ 1. srpna 1714greg., Petrohrad - 22. listopadujul./ 3. prosince 1728greg., Moskva) byla ruská velkokněžna starší sestra ruského cara Petra II.

## Život

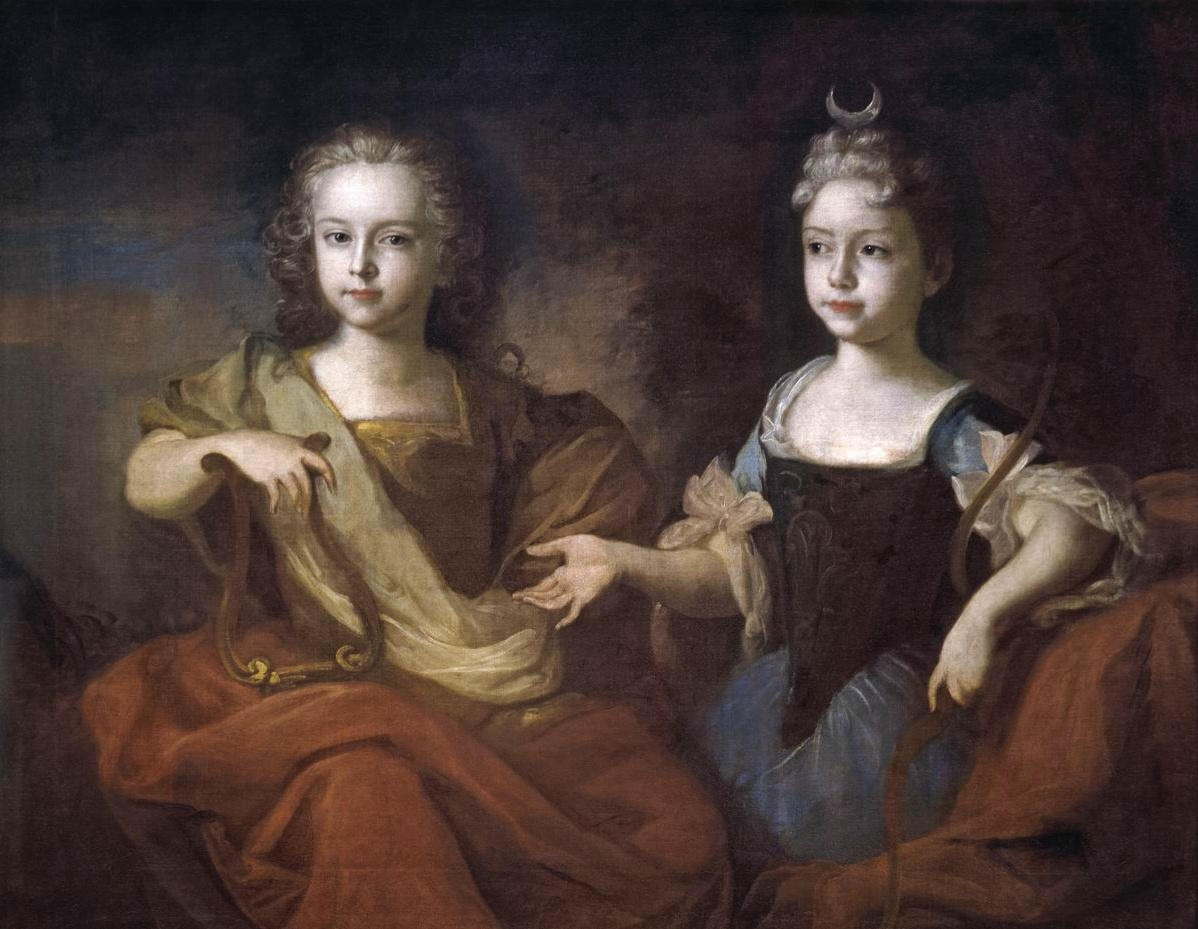
Natálie (vpravo) jako Diana s bratrem Petrem jako Apollón na obraze Louise Caravaqua z roku 1722 (Treťjakovská galerie)

Natálie Alexejevna se narodila jako starší dcera careviče Alexeje Petroviče, a tedy vnučka cara Petra I. Velikého, a jeho manželky Šarloty Kristýny Brunšvicko-Wolfenbüttelské.
Většinu dětství byl spíše na okraji pozornosti rodiny, což se změnilo v roce 1719, po smrti otce, kdy se s bratrem Petrem přestěhovala do Zimního paláce, kde jim byl přiděleno dvorní služebnictvo a byli vychováváni pod dohledem Anny Ivanovny Kramerové.
Vztah carevny Kateřiny a Alexandra Daniloviče Menšikova, nejmocnějšího muže tehdejšího Ruska, k vnoučatům Petra Velikého byl velmi chladný.
Situace se poněkud zlepšila v roce 1727, kdy se její bratr ujal trůnu a Natálie se stala následnicí po svých tetách Alžbětě a Anně. Stala se středem pozornosti a Menšikov si přál provdat ji za svého syna Alexandra.
Natálie byla popisována jako inteligentní a laskavá. S bratrem si byli velmi blízcí a měla na něho dobrý vliv.
Velkokněžna Natálie Alexejevna zemřela v Moskvě ve věku pouhých 14 let na tuberkulózu, neprovdaná a bez potomků. 